# Scania Vabis L55
O Scania-Vabis L55/L56/L66 foi um caminhão produzido pela empresa Scania-Vabis da Suécia entre 1959 e 1968.